# Kanaris (1941)
HS Kanaris (L53) (gr. ΒΠ Κανάρης) – brytyjski niszczyciel eskortowy typu Hunt III z okresu II wojny światowej. Przed ukończeniem budowy został przekazany greckiej marynarce wojennej.

## Projekt i budowa
12 grudnia 1940 roku w stoczni Vickers Armstrong w Newcastle upon Tyne rozpoczęła się budowa kolejnego niszczyciela eskortowego typu Hunt w wersji Type III. Okręt początkowo miał służyć w marynarce wojennej Wielkiej Brytanii i nosić imię „Hatherleigh”, jednak przed ukończeniem budowy został przekazany Grecji i nazwany „Kanaris”. Wodowanie nastąpiło 18 grudnia 1941 roku.

## Służba
HS Kanaris (L53) wszedł do służby 27 lipca 1942 roku. Był trzecim okrętem greckiej marynarki wojennej noszącym nazwę admirała Konstandinosa Kanarisa, bohatera wojny o niepodległość i późniejszego wielokrotnego premiera Grecji. Służył przez całą II wojnę światową i podczas greckiej wojny domowej. W 1959 roku został wycofany ze służby i zwrócony Wielkiej Brytanii. Rok później został sprzedany na złom. Czwartym okrętem greckiej marynarki wojennej noszącym tę nazwę był HS Kanaris (D-212), dawny USS Stickell (DD-888), oddany do służby w 1972.